# Nauark
Nauark (grekiska nauarchos, skeppsbefälhavare, amiral, av naus, skepp, och archein, härska) kallades i det forna Sparta högste befälhavaren över flottan, vilken till stor del utgjordes av de med Sparta förbundna eller därunder lydande staternas fartyg. Då Spartas stormaktsställning för att kunna vidmakthållas krävde överlägsenhet även i sjökriget, blev nauarkens inflytande synnerligen stort, så att det hotade att störa jämvikten inom statslivet. Till skydd mot den från detta håll hotande faran var det i lag stadgat, att ingen skulle få bekläda detta ämbete längre tid än ett år eller därtill väljas mer än en gång. 